# Dangerous (film, 2021)
Pour les articles homonymes, voir Dangerous.
Pour plus de détails, voir Fiche technique et Distribution.
Dangerous est un film américain et canadien réalisé par David Hackl et sorti en 2021,.

## Synopsis
Après le décès de son frère, un sociopathe en voie de réadaptation arrive sur une île isolée. Cet endroit est vite assiégé par une bande de mercenaires, responsables de la mort de son frère. L'homme, ex-militaire, doit alors se défendre.

## Fiche technique
- Titre original : Dangerous
- Réalisation : David Hackl
- Scénario : Chris Borrelli
- Décors : Adrian Traquair
- Costumes : Maxyne Baker et Joanna David
- Photographie : Mark Dobrescu
- Montage : Jackie Dzuba
- Producteurs : Benjamin DeWalt, Kevin DeWalt et Douglas Falconer
- Sociétés de production : Benaroya Pictures, Minds Eye Entertainment, Falconer Pictures
- Sociétés de distribution : Lionsgate
- Pays d'origine :  États-Unis
- Langue originale : anglais
- Genre : action, thriller
- Budget : 10 millions de dollars
- Durée : 99 minutes
- Dates de sortie :
  - États-Unis : 5 novembre 2021
  - France : 12 janvier 2022 (Diffusion sur Canal+), 23 septembre 2022 (en DVD)

## Distribution
- Scott Eastwood (VF : Nessym Guétat) : Dylan Forrester
- Mel Gibson (VF : Gabriel Le Doze) : Dr Alderwood
- Tyrese Gibson (VF : Bruno Henry) : Sheriff McCoy
- Famke Janssen (VF : Juliette Degenne) : Agent Shaughessy
- Kevin Durand (VF : Guillaume Orsat) : Cole
- Brendan Fletcher (VF : Thierry Wermuth) : Massey
- Ryan Robbins : Felix

Distribution principale:
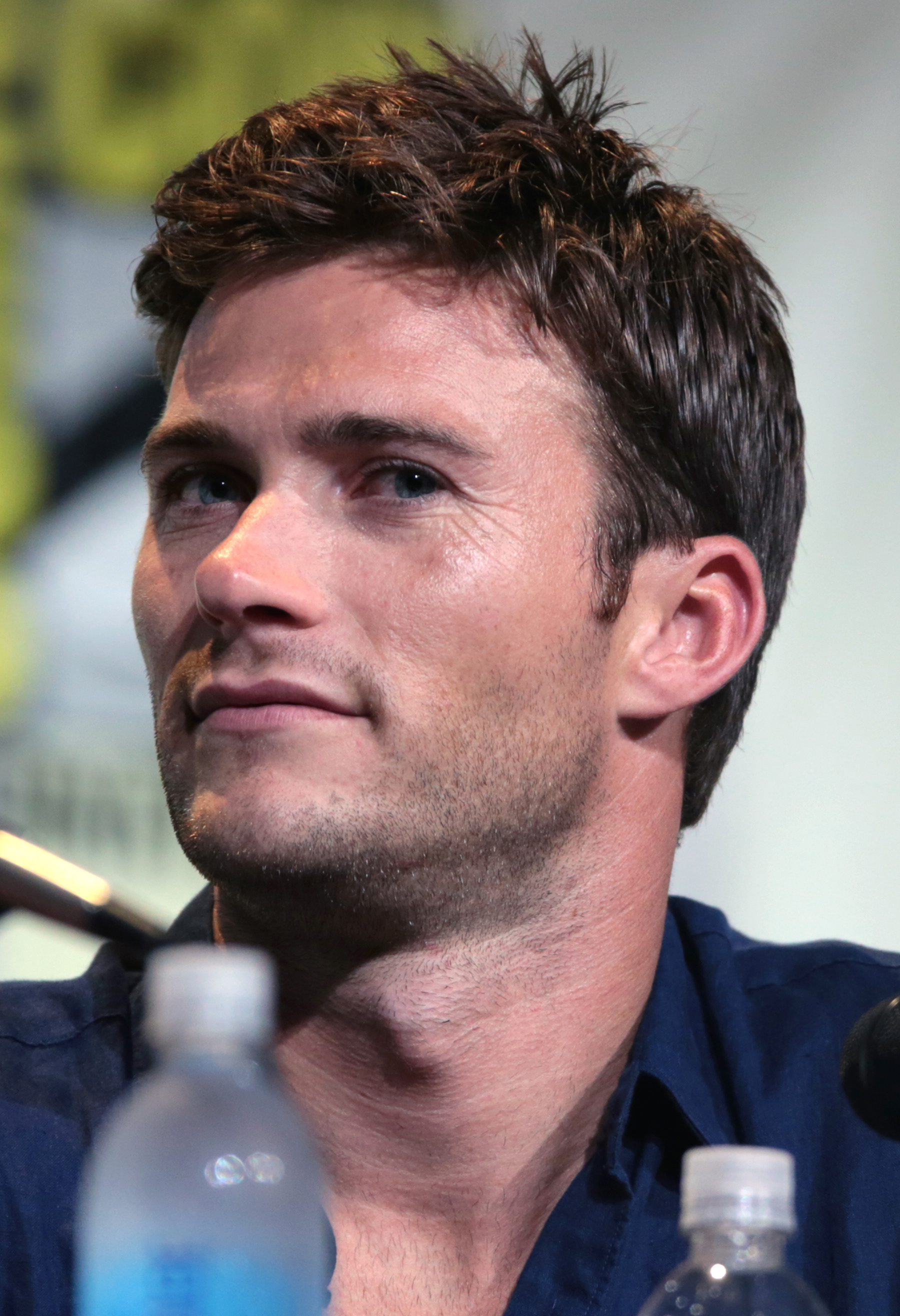
Scott Eastwood
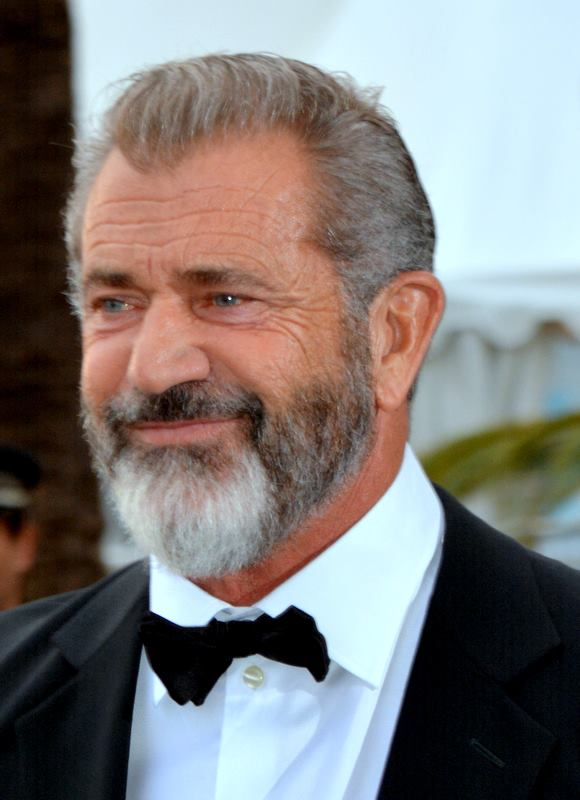
Mel Gibson
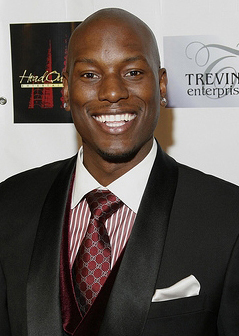
Tyrese Gibson
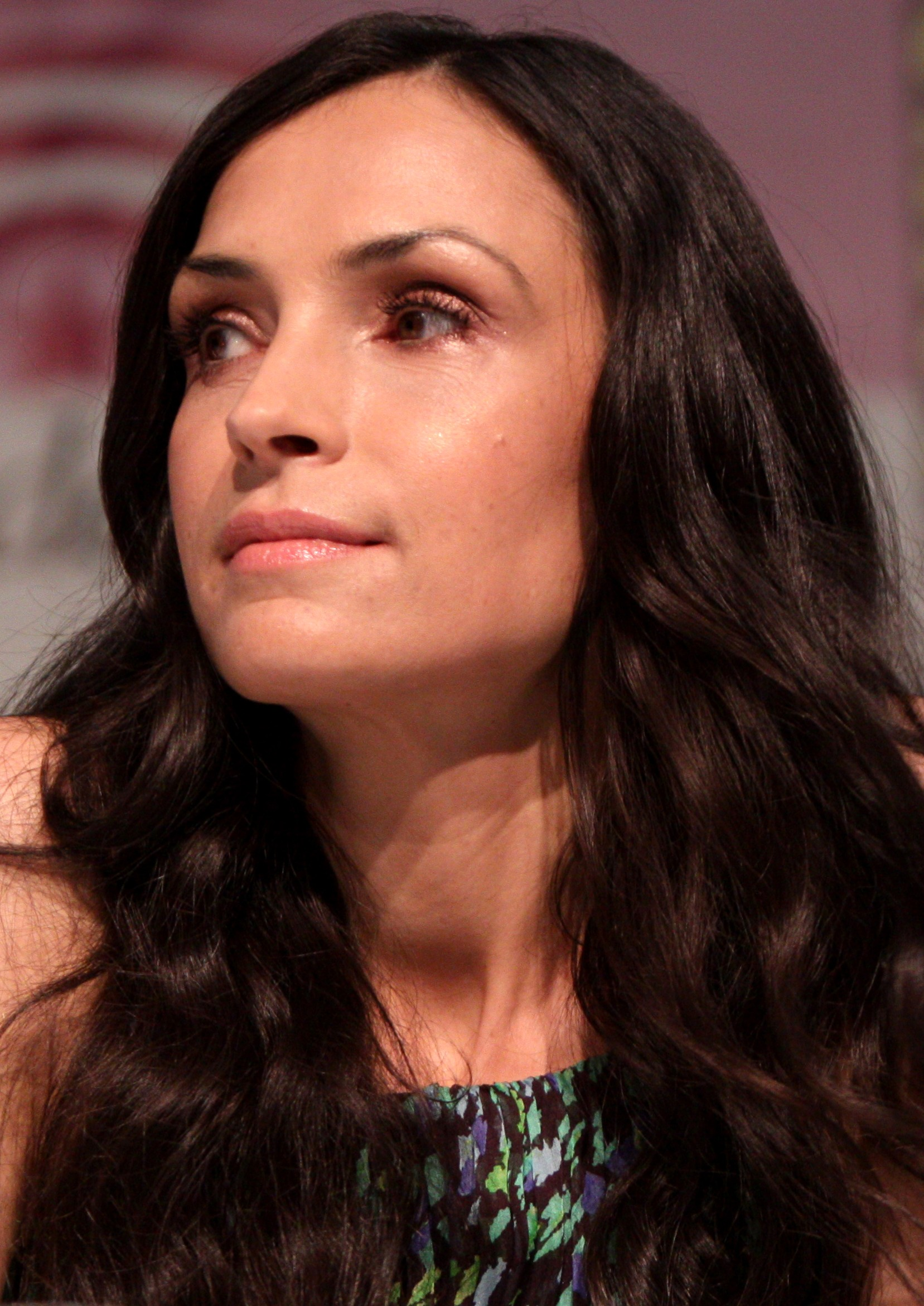
Famke Janssen
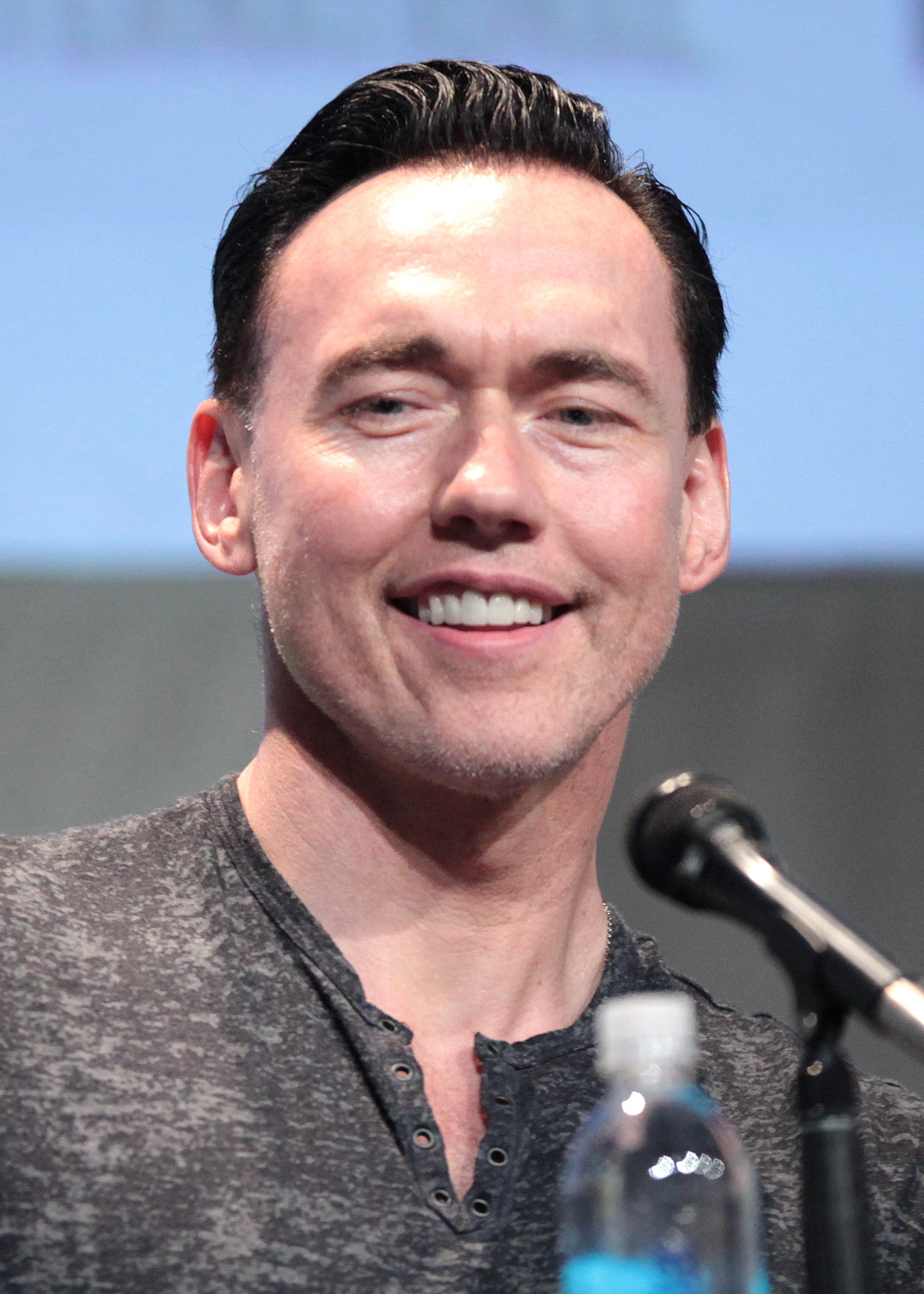
Kevin Durand

## Production

### Tournage
Le tournage du film débute en novembre 2020 et s'achève un mois plus tard, le 23 décembre 2020. Les prises de vues se déroulent à Kamloops au Canada ainsi que dans la région du Okanagan.